# Galepsus bioculatus
Galepsus bioculatus är en bönsyrseart som beskrevs av Max Beier 1957. Galepsus bioculatus ingår i släktet Galepsus och familjen Tarachodidae.

## Underarter
Arten delas in i följande underarter:
- G. b. abyssinicus
- G. b. bioculatus